# Contamina
Contamina település Spanyolországban,  Zaragoza tartományban. Contamina Alhama de Aragón, Ibdes, Jaraba és Cetina községekkel határos. Lakosainak száma 33 fő (2024).

## Népesség
A település népessége az utóbbi években az alábbiak szerint változott:
| Lakosok száma | 60   | 50   | 50   | 38   | 39   | 39   | 35   | 37   | 31   | 33   |
|               | 2001 | 2004 | 2007 | 2009 | 2012 | 2014 | 2017 | 2019 | 2022 | 2024 |